# Coptodera interrupta
Coptodera interrupta es una especie de escarabajo del género Coptodera, familia Carabidae. Fue descrita científicamente por Schmidt-Goebel en 1846.
Habita en China, Sri Lanka, India, Birmania, Laos, Vietnam, Malasia e Indonesia.